# The Christmas House
The Christmas House è un film televisivo del 2020, diretto da Michael Grossman.
È stato il primo film Hallmark a presentare in primo piano una coppia dello stesso sesso.

## Trama
Bill e Phylis Mitchell invitano i loro due figli adulti, Mike e Brandon a stare con loro per le due settimane che precedono il Natale, per rivisitare un'antica tradizione di famiglia. Il loro progetto è quello di trasformare la casa di famiglia nella "casa di Natale", deconrando l'intera casa, dentro e fuori, per il Natale. Mike è un attore protagonista della serie televisiva Handsome Justice mentre Brandon è un fornaio gay sposato con Jake. Nel frattempo, Andi, fidanzata di Mike ai tempi del liceo, torna in città con il figlio Noah dopo aver divorzizto dal marito.
I membri della famiglia hanno ciascuno i loro problemi: Bill e Phylis hanno deciso di vendere la casa di famiglia, lo show televisivo di Mike è stato cancellato, Brandon e Jake stanno cercando senza successo di adottare un bambino. Ma nonostante questi problemi, i membri della famiglia lavorano insieme per far rivivere la loro tradizione delle vacanze di Natale.

## Contesto
The Christmas House è stato il primo film di Hallmark Channel a porre in primo piano una coppia dello stesso sesso. Nel film, la relazione tra Brandon e Jake è pienamente accettata dai loro parenti e amici. Il fatto che siano gay non viene discusso nel film, vengono semplicemente mostrati come parte della famiglia allargata. In una scena, dopo una discussione privata sui loro sforzi per adottare un bambino, i due uomini si scambiano un romantico bacio.
Wedding Every Weekend è stato il primo film di Hallmark Channel ad includere una coppia dello stesso sesso, sebbene non facessero parte della trama principale. In quel film - una commedia romantica presentata in anteprima il 15 agosto 2020, tre mesi prima di The Christmas House - un uomo e una donna partecipano a quattro matrimoni in quattro settimane. Uno dei matrimoni a cui partecipano è un matrimonio tra due donne.
A dicembre 2019, alcuni mesi prima della messa in onda di questi film, Hallmark Channel ha mandato in onda alcuni spot pubblicitari per Zola, una società di servizi matrimoniali. Alcuni degli annunci mostravano due spose che si baciavano al loro matrimonio. Dopo le lamentele di One Million Moms, un'organizzazione che fa parte dell'American Family Association, Hallmark ha smesso di mostrare gli spot pubblicitari, solo per affrontare un contraccolpo da parte dei sostenitori dei diritti LGBTQ. Hallmark ha annullato la sua decisione e si è scusata, affermando che l'azienda era "impegnata nella diversità e nell'inclusione, sia nel nostro posto di lavoro che nei prodotti e nelle esperienze che creiamo."

## Sequel
Un sequel intitolato The Christmas House 2: Deck Those Halls dovrebbe essere trasmesso il 18 dicembre 2021.

## Riconoscimenti
- 2021 - GLAAD Media Awards[12]
  - Nomination Miglior film TV
- 2021 - Young Artist Awards
  - Nomination Best Performance in a TV Movie - Young Actor a Mattia Castrillo